# Prosto w oczy
Prosto w oczy – program publicystyczny prowadzony przez Monikę Olejnik w TVP1. Zastąpił Gościa Jedynki i był emitowany od września 2004 roku do lipca 2006 roku.
Z początkiem września 2006 Monika Olejnik zrezygnowała z prowadzenia programu po tym, jak nie doszła do porozumienia z władzami TVP o ustalenie pory nadawania Prosto w oczy. Miał się ukazywać w nowej ramówce o godzinie 23:30, co było nie do przyjęcia dla dziennikarki, obawiającej się dalszej marginalizacji programu. Ostateczną propozycją szefostwa telewizji była godzina 23:15, na co (mimo początkowych informacji o porozumieniu) też nie zgodziła się prowadząca. Spowodowało to jego likwidację.
Monika Olejnik od 11 września 2006 prowadzi program Kropka nad i w telewizji TVN24.